# Аузаитский мазхаб
Аузаи́тский мазха́б (араб. المذهب الأوزاعي‎) — одна из ранних правовых школ (мазхабов) в суннитском исламе, основанная в VIII веке и прекратившая своё существование в XI веке.
Аузаитский мазхаб берёт свои истоки из старой иракской школы исламского права. Основателем-эпонимом мазхаба является известный мусульманский богослов Абдуррахман аль-Аузаи (704—774) из Баальбека (совр. Ливан). Появившись в Сирии (аш-Шам), мазхаб аль-Аузаи достиг процветания в Магрибе (Северная Африка) и распространился вплоть до мусульманской Испании, откуда затем был вытеснен маликитским мазхабом. До X века аузаитский мазхаб доминировал в Сирии и продолжал существовать там в XI веке, пока не был вытеснен шафиитским мазхабом, а его последователи не присоединились к ставшим каноническими четырём суннитским мазхабам (маликитский, ханафитский, ханбалитский и шафиитский).
К упадку и последующему исчезновению мазхаба аль-Аузаи привели несколько причин. Аль-Аузаи был близок к правящим кругам Дамасского халифата. Из-за этого Аббасиды, свергшие Омейядов и воцарившиеся в Багдаде, отвергли его. Начатая при Аббасидах обширная программа по систематизации законов шариата основывалась на ханафитском мазхабе, что также привело к падению престижа аузаитской школы во властных кругах. Ко всему прочему, при пожаре в Бейруте сгорела личная библиотека аль-Аузаи с его сочинениями.